# Corythangela
Corythangela is een geslacht van vlinders van de familie kokermotten (Coleophoridae).

## Soorten
- C. galeata Meyrick, 1897